# Geophaps scripta
Pombo-aborígene ou pombo-marchetado (Geophaps scripta) é uma espécie de ave da família Columbidae.
É endémica da Austrália.